# Australian National Championship 2000
El Australian National Championship (Campeonato Nacional Australiano) de 2000 fue la tercera y última edición del torneo profesional de rugby entre franquicias del Súper Rugby de Australia.
El equipo de Queensland Reds se coronó como campeón invicto de la competencia.

## Sistema de disputa
El torneo se disputó en formato liga donde se enfrentaron todos contra todos.

### Posiciones
| Pos. | Equipo          | Encuentros | Encuentros | Encuentros | Encuentros | Tantos | Tantos | Tantos | PB | PB | Puntos |
| Pos. | Equipo          | PJ         | PG         | PE         | PP         | F      | C      | Dif    | BO | BD | Puntos |
| ---- | --------------- | ---------- | ---------- | ---------- | ---------- | ------ | ------ | ------ | -- | -- | ------ |
| 1    | Queensland Reds | 2          | 2          | 0          | 0          | 42     | 30     | +12    | 0  | 0  | 8      |
| 2    | Brumbies        | 2          | 1          | 0          | 1          | 51     | 49     | +2     | 1  | 1  | 6      |
| 3    | Waratahs        | 2          | 0          | 0          | 2          | 40     | 54     | -14    | 0  | 1  | 1      |

|  | Campeón. |

## Resultados
| 3 de junio | Waratahs | 14 - 19 | Queensland Reds |  |  |

| 7 de junio | Queensland Reds | 23 - 16 | Brumbies |  |  |

| 10 de junio | Brumbies | 35 - 26 | Waratahs |  |  |

| Bandera de Australia    |
| Campeón Queensland Reds |
| Primer título           |